# Filip Đuričić
Filip Đuričić [filip ďžuričič] uváděný i jako Filip Djuričić (srbskou cyrilicí Филип Ђуричић; 30. ledna 1992, Obrenovac) je srbský fotbalový záložník a reprezentant, v současné době hráč portugalského klubu Benfica Lisabon.

## Klubová kariéra
V profesionálním fotbale debutoval v srbském klubu FK Radnički Obrenovac.

## Reprezentační kariéra
Reprezentoval Srbsko v mládežnické kategorii U21.
Zúčastnil se Mistrovství Evropy hráčů do 21 let 2015 konaného v Praze, Olomouci a Uherském Hradišti.
V A-týmu Srbska debutoval 29. 2. 2012 v přátelském zápase v kyperském městě Larnaka proti týmu Kypru (remíza 0:0).